# José Santos Guardiola
José Santos Guardiola är en kommun i Honduras.   Den ligger i departementet Departamento de Islas de la Bahía, i den norra delen av landet, 280 km norr om huvudstaden Tegucigalpa. Antalet invånare är 7 613.